# 26 سبتمبر (صحيفة يمنية)
26 سبتمبر هي صحيفة أسبوعية يمنية تابعة للقوات المسلحة رأس تحريرها يحيى عبد الله السقلدي.